# پرچم مراکش
پرچم مراکش برای اولین بار در ۱۷ نوامبر ۱۹۱۵ به رسمیت شناخته شد که به‌عنوان پرچم ملی این کشور شناخته می‌شود و دارای تناسب ۲:۳ است.

## نگارخانه